# بوغدان بوجدانوفيتش (كرة سلة)
بوغدان بوجدانوفيتش (بالصربية: Богдан Богдановић) مواليد 18 أغسطس 1992 في بلغراد، صربيا والجبل الأسود، هو لاعب كرة سلة صربي. بدأ مسيرته الاحترافية في سنة 2010. تم اختياره من قبل فريق فينيكس صنز خلال الدرافت. يلعب مع نادي فنربخشة. يحمل الرقم 13. مثّل منتخب بلاده. شارك في دورة الألعاب الأولمبية الصيفية سنة 2016. لعب مع نادي بارتيزان لكرة السلة وفنربخشة لكرة السلة.

## سجل المنافسة
شارك في المنافسات التالية:
- كأس العالم لكرة السلة 2014
- الألعاب الأولمبية الصيفية 2016

## الميداليات
| الميدالية | المسابقة                         |
| --------- | -------------------------------- |
| فضية      | الألعاب الأولمبية الصيفية 2016   |
| فضية      | بطولة كأس العالم لكرة السلة 2014 |

## إحصائيات المسيرة

### الدوري الأوروبي
| السنة   | الفريق                   | لعب | بدأ | دقيقة | ميداني% | ثلاثية | حرة  | ارتداد | صنع | استلاب | تصدي | نقطة | أداء |
| ------- | ------------------------ | --- | --- | ----- | ------- | ------ | ---- | ------ | --- | ------ | ---- | ---- | ---- |
| 2012–13 | نادي بارتيزان لكرة السلة | 6   | 3   | 17.3  | .333    | .200   | .800 | 1.8    | 1.0 | .7     | .0   | 5.0  | 3.7  |
| 2013–14 | نادي بارتيزان لكرة السلة | 23  | 18  | 31.4  | .401    | .370   | .754 | 3.7    | 3.7 | 1.6    | .2   | 14.8 | 12.7 |
| 2014–15 | فنربخشة لكرة السلة       | 29  | 27  | 28.3  | .395    | .358   | .797 | 2.9    | 2.8 | .7     | .3   | 10.6 | 10.0 |
| 2015–16 | فنربخشة لكرة السلة       | 28  | 24  | 27.6  | .411    | .370   | .797 | 3.3    | 3.0 | 1.0    | .4   | 11.7 | 12.5 |
| المسيرة | المسيرة                  | 86  | 72  | 28.2  | .398    | .362   | .783 | 3.2    | 2.9 | 1.0    | .3   | 11.7 | 11.2 |

## روابط خارجية
- بوغدان بوجدانوفيتش على موقع الاتحاد الدولي لكرة السلة (الإنجليزية)
- بوغدان بوجدانوفيتش على موقع الدوري الأوروبي لكرة السلة (الإنجليزية)
- بوغدان بوجدانوفيتش على موقع إن بي أي (الإنجليزية)
- بوغدان بوجدانوفيتش على موقع سبورتس رفرنس (الإنجليزية)
- بوغدان بوجدانوفيتش على موقع كرة السلة الأوروبية.كوم (الإنجليزية)
- بوغدان بوجدانوفيتش على موقع DraftExpress.com (الإنجليزية)
- بوغدان بوجدانوفيتش على موقع إي إس بي إن.كوم (الإنجليزية)
- بوغدان بوجدانوفيتش على موقع ريلجم (الإنجليزية)
- بوغدان بوجدانوفيتش على موقع بروبوليرز (الإنجليزية)
- بوغدان بوجدانوفيتش على موقع سبورتس رفرنس (الإنجليزية)